# Kerstin Feltz
Kerstin Feltz (* Mai 1962 in Jena) ist eine deutsche Cellistin.

## Ausbildung
Kerstin Feltz erhielt ihren ersten Violoncello-Unterricht im Alter von fünf Jahren an der Volks-Kunst-Schule Jena. Sie besuchte als Schülerin von Lieselotte Pieper die Spezialschule für Musik in Weimar und studierte dann an der dortigen Hochschule für Musik „Franz Liszt“.
Daran schloss sich ein Zusatzstudium am Moskauer Tschaikowsky-Konservatorium bei Valentin Fejgin an, dessen Assistentin sie in den Jahren 1985–87 war. Impulse für ihre weitere künstlerische Entwicklung erhielt sie in dieser Zeit außerdem durch Erkki Rautio, Ivan Monighetti, Heinrich Schiff und Boris Pergamenschtschikow.

## Karriere
Konzertreisen führten Kerstin Feltz seither durch Europa, die USA, nach Mexiko, Zypern, China, Japan, Brasilien, Georgien, Vietnam, Saudi-Arabien und in die Türkei, wo sie in Recitals und in Konzerten mit Orchestern auftrat. Anerkennung erwarb sie für ihre auswendige Interpretation des Cellokonzertes von Witold Lutosławski aus dem Jahr 1970.
Neben Rundfunk- und Fernsehaufnahmen hat Kerstin Feltz mehrere CD-Produktionen vorgelegt: Solowerke von Kodaly, Reger und Ysaye, Kammermusik mit Klavier von Schumann, Franck, Strauß, Mendelssohn, Schubert sowie die Einspielung sämtlicher Suiten für Cello solo von Johann Sebastian Bach. Mit der Vogtlandphilharmonie Greiz/Reichenbach unter der Leitung von GMD Doron Salomon liegt eine SA-CD mit Werken von Laló, Saint-Saens und Sarasate für Violoncello und Orchester vor.
Gemeinsam mit ihrem Ehemann Hieronymus Köstler gründete sie im Frühjahr 2016 in der Südsteiermark eine eigene Konzertreihe für Kammermusik, die sowohl arrivierte Künstler vorstellt, als auch begabten Jungmusikern Möglichkeiten für öffentliche Auftritte gibt und der ländlichen Bevölkerung praktisch "vor der Haustür" ebenso bekannte wie selten gespielte Musik mit einführenden Worten präsentiert. Am 14. April 2023 fand im Schloss Wildon die 50. von ihr organisierte Veranstaltung (Samstagabend-Schlosskonzerte / Sonntags-Lunchkonzerte / Candle light dinner mit Tango-Musik) statt.
Seit 2002 arbeitet Kerstin Feltz mit dem ungarischen Meisterpianisten Zoltán Füzesséry fest zusammen und hat in dieser Zeit mit ihm im Duo, aber auch im Klaviertrio Konzerte in Deutschland, Ungarn, Russland, Österreich und der Türkei gegeben.

## Lehrtätigkeit
Mit Beginn des Studienjahres 1994/95 wurde Kerstin Feltz als damals jüngste Professorin auf einen Lehrstuhl für Violoncello an die Universität für Musik und darstellende Kunst Graz berufen, wo sie seitdem eine Celloklasse aufgebaut hat. Meisterkurse in Polen, China, Griechenland und Brasilien sowie die Tätigkeit in verschiedenen Jurys zeugen von ihrem Einsatz für den musikalischen Nachwuchs.

## Auszeichnungen
Sie wurde ausgezeichnet mit einer Goldmedaille des VI. Internationalen Johann-Sebastian-Bach-Wettbewerbes in Leipzig im Alter von 18 Jahren und erhielt Preise der Internationalen Violoncello-Wettbewerbe in Markneukirchen 1979 und Belgrad 1984, des Pablo-Casals-Wettbewerbes Budapest 1985 und des Internationalen Tschaikowsky-Wettbewerbes in Moskau 1986.

## Privates
Seit 1997 lebt sie mit ihrem Ehemann, dem Geigenbauer und -experten Hieronymus Köstler und den vier gemeinsamen Kindern in der Südsteiermark. Ihre Tochter Maria Elisabeth Köstler tritt als Violinistin auf.